# シュタットベルゲン
シュタットベルゲン (ドイツ語: Stadtbergen,  発音) は、ドイツ連邦共和国バイエルン州シュヴァーベン行政管区のアウクスブルク郡に属す市である。本市はアウクスブルクの西に境を接している。

## 地理

### 市の構成
本市は4つのゲマインデタイル（地理上の地区）で構成されている。かつては独立した自治体であったシュタットベルゲン、ライタースホーフェン、ドイリンゲンと、新たに建設されたフィルヒョウ＝フィールテルである。市庁舎は最大のゲマインデタイルであるシュタットベルゲン地区にある。
古い地区にはそれぞれ消防団とスポーツクラブが存在する。シュタットベルゲンとライタースホーフェンには基礎課程学校があり、シュタットベルゲン基礎課程学校の近くに本課程学校がある。

## 歴史
地域再編に伴い、1978年5月1日にそれまで独立した町村であったドイリンゲン、ライタースホーフェン、シュタットベルゲンが合併して成立したシュタットベルゲンは、アウクスブルクの西に位置しており、面積は約 1,200 ha である。この町は人口12,000人を超えたため、1985年6月14日に市場町に昇格した。
2007年1月10日にバイエルン州内務大臣ギュンター・ベックシュタインが、2007年5月12日付けでシュタットベルゲンを市に昇格させることを発表した。
シュタットベルゲンの3つの地区の最初の文献記録は11世紀から13世紀である。ライタースホーフェンとシュタットベルゲンは約1000年前、ドイリンゲンはアラマン人の時代である。しかし考古学的発掘により、これよりもかなり古い最初の人の痕跡が発見されている。ライタースホーフェンとシュタットベルゲンとの間で発見されたハルシュタット時代もしくはラ＝テーヌ時代初期の墳墓は紀元前700年頃のもので、初期の集落もこの時代に成立したと推定されている。
ローマ人も現在のシュタットベルゲンにその痕跡を遺している。シュタットベルゲンの聖ニコラウス教会の壁から発見されたローマ時代の石材の他に特筆すべきは、villa suburbana である。紀元後1世紀にはすでに存在していたローマ時代のこのカントリーハウスは、広い入口エリア、大理石製の彩色された壁、堂々として隅櫓を備えた豪華な建物であった。広さ約 63 × 39 m のこの施設は4世紀まで存在していたが、アラマン人の侵攻によって放棄あるいは破壊された。
中世から近世の統治の歴史は、数多くの聖界・俗界領主によって形成されている。
おそらくプフェルゼー（シュタットベルゲンの東、現在はアウクスブルクの市区となっている）から創設されたシュタットベルゲンは、当初は司教の従者ヴェレンブルク家の所領で、そこから地名にちなんだ名を持つ一族に貸与されていた。後に、当時 Perga または Bergen と呼ばれていた地域に多くのアウクスブルクの貴族家が見られた。1497年に集落のほぼ全域がアウクスブルク聖堂参事会領となり、世俗化までその所有下にあった。
かつて Liutericheshouen と呼ばれていたライタースホーフェンは、ゲッギンゲンの付属集落で、アウクスブルク司教の支配下に置かれ、司教の司厨長に貸与されていた。その後この所領はレーエンとして司教の従者ヴェレンブルク家に与えられた。1595年にヴェレンブルク家の支配権がフッガー家に移されるとライタースホーフェンもその所領の一部として、神聖ローマ帝国の終焉までその支配下に置かれた。有名な作曲家 W. A. モーツァルトの先祖にあたるモーツァルト家の分家はライタースホーフェン出身である。その知られている最初の人物であるハンス・モーツァルトは1525年にライタースホーフェンに住んでおり、曽祖父のハンス・ゲオルク・モーツァルト（1647年 - 1719年）は1690年にシュタットベルガー・ブロイハウス（ブルワリー）を設立した。
Tuiringen、後のドイリンゲンもシュタットベルゲンやライタースホーフェンと同様に、元々は司教の所領で、後にドナースベルク元帥に移譲され、13世紀にアウクスブルクの聖霊病院の所有となった。長い間単独の農場であったこの集落は、三十年戦争で荒廃したのち、1711年にシュヌールバイン男爵家が獲得した。
上述の聖界・俗界領主の他に、聖ウルリヒおよびアフラ修道院、聖ゲオルク修道院、聖カタリナ修道院、聖モーリッツ修道院、聖十字架修道院、司教領政府も現在のシュタットベルゲンに所領を有していた。
この時代の象徴が現在まで遺されている。特にライタースホーフェンやシュタットベルゲンの城館は、かつての領主の証拠であり、シンボルである。ライタースホーフェンのキルヒベルク3番地のオーベーレス・シュロス（直訳: 上の城館）は1257年に最初の記録が遺されており、18世紀には一時期礼拝堂として利用された。1730/40年に建て直され、19世紀に改築された建物内には一時期レモネード工場が入居していた。
同じく居住目的に改築されたウンテーレス・シュロス（直訳: 下の城館、シュロス通り12番地）は、1355年に初めて文献に登場する。フランス革命後、一時期フランス人亡命者の宿舎として利用された。シュタットベルゲン城は1586年に、有名なエリアス・ホルの父親であるハンス・ホルによって建設された。この建物は1926年にインナー・ミッションの所有となり、様々な目的に利用された。1971年からディアコニシェス・ヴェルク（慈善団体）がここで老人ホームを運営している。
現在のシュタットベルゲンには世俗建築だけでなく、たとえば1721年に建設され1989年に改修が行われたドイリンゲンの聖ヨーゼフ礼拝堂などの宗教建築もある。ライタースホーフェンでは小高い丘の上に聖オスヴァルト教会がそびえている。その先代の建築は後期ロマネスク時代（1250年頃）にまで遡る。現在の教会堂は1732年に建設されたもので、特にマティアス・ロッターによる化粧漆喰細工は特筆に値する。シュタットベルゲンの3つの教会も芸術史の上で興味深い。聖ニコラウス教会の塔と内陣の一部は14/15世紀にまで遡り、1730年に新たに建てられた長堂はヨハン・ゲオルク・ベルクミュラーとヨハン・ゲオルク・ヴォルカーによって絵が描かれ、アンドレアス・ハイツによって化粧漆喰細工がなされた。

## 住民

### 人口推移

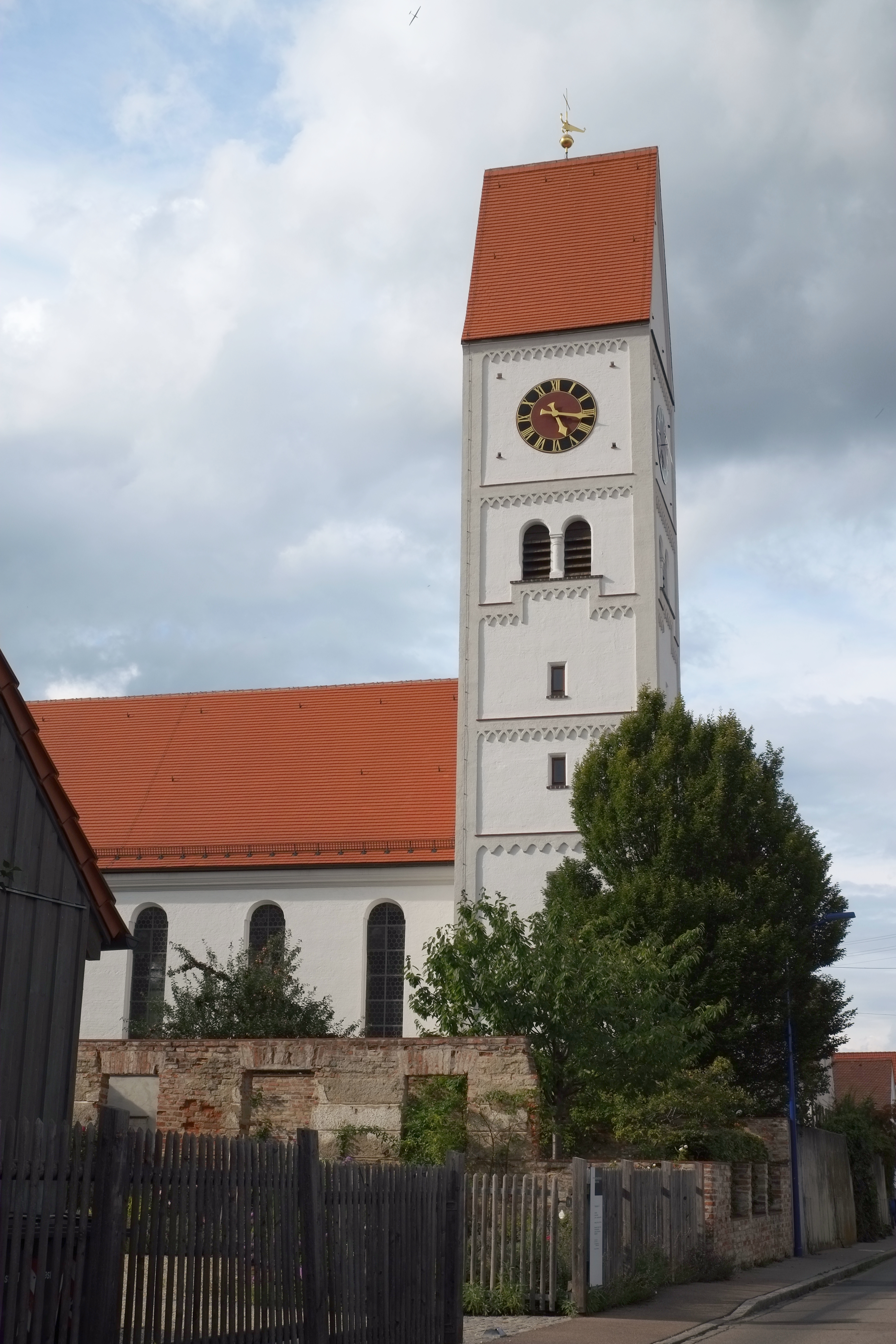
シュタットベルゲンの聖ニコラウス教会

1988年から2018年までの間にこの市場町/市の人口は、12,054人から15,010人まで、2,956人、約 24.5 % 増加した。

### 宗教

#### 教会
- 聖ガブリエル教会（ドイリンゲン）
- マリア、ヒルフェ・デア・クリステン教会（シュタットベルゲン）（マリア救済教会）
- 聖ニコラウス教会（シュタットベルゲン）
- 聖オスヴァルト教会（ライタースホーフェン）
- ツーム・アウフエアシュタンデネン・ヘルン教会（ライタースホーフェン）（復活教会）
- 平和教会（福音主義）

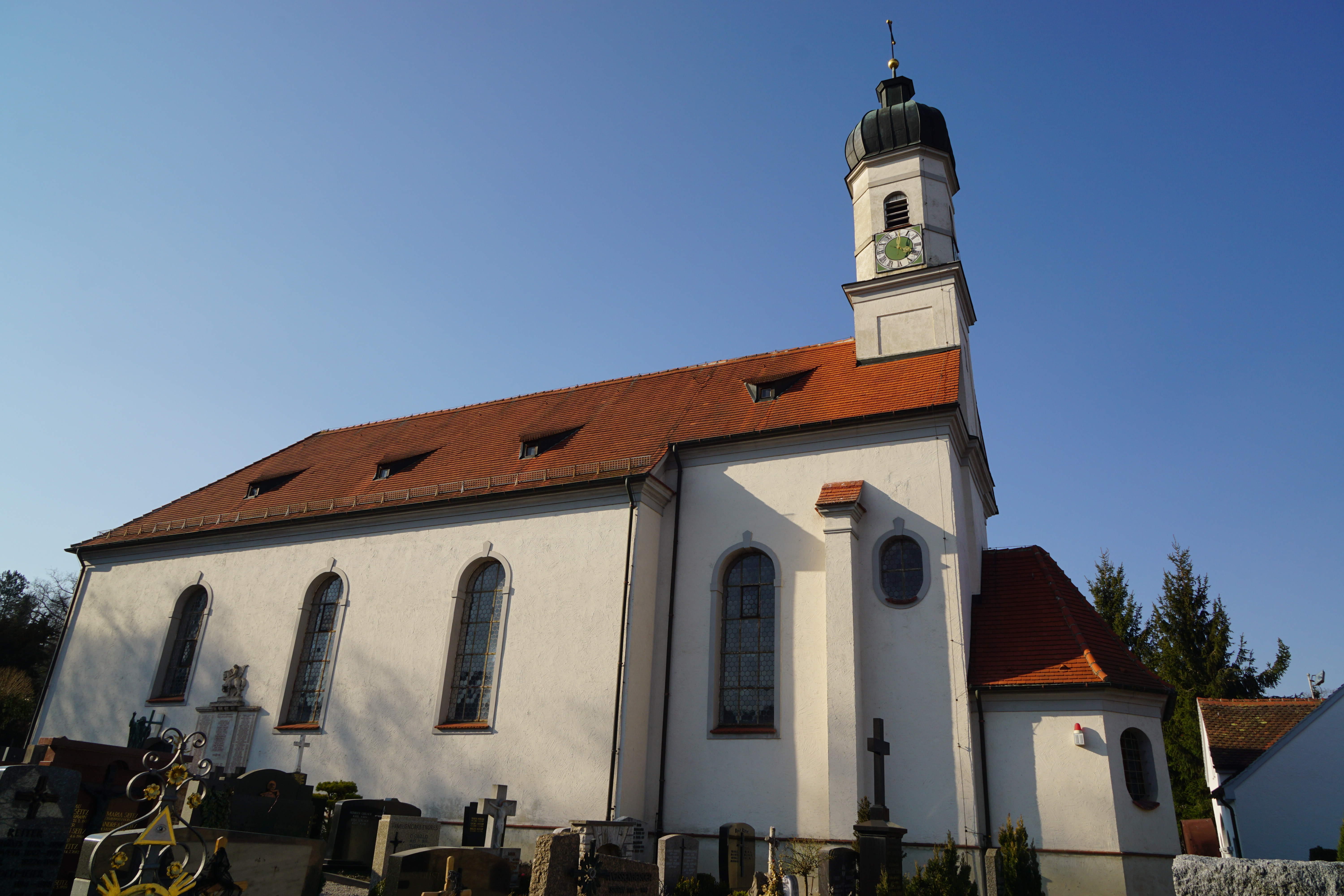
ライタースホーフェンの聖オスヴァルト教会
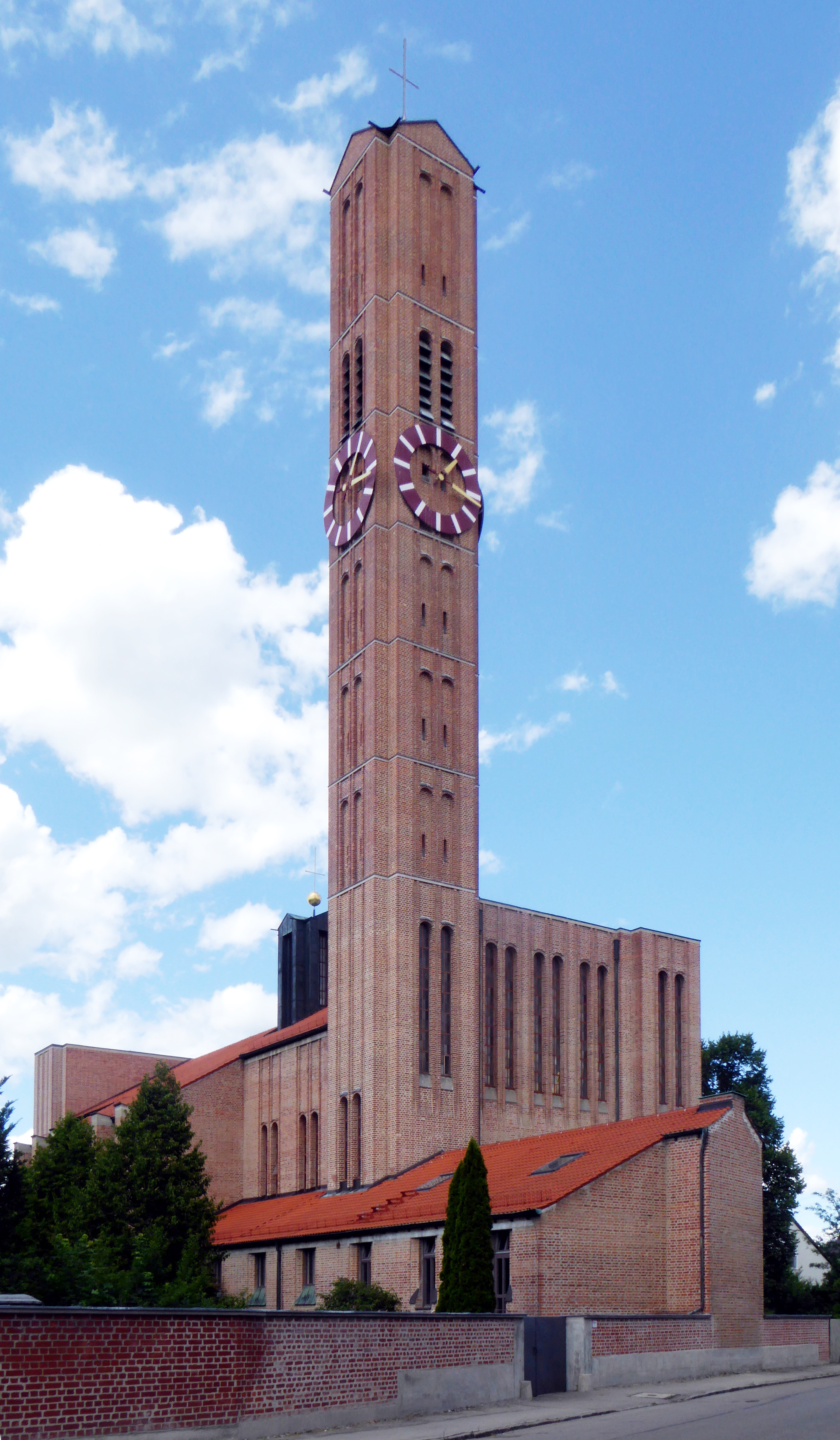
シュタットベルゲンのマリア・ヒルフ教会

## 行政

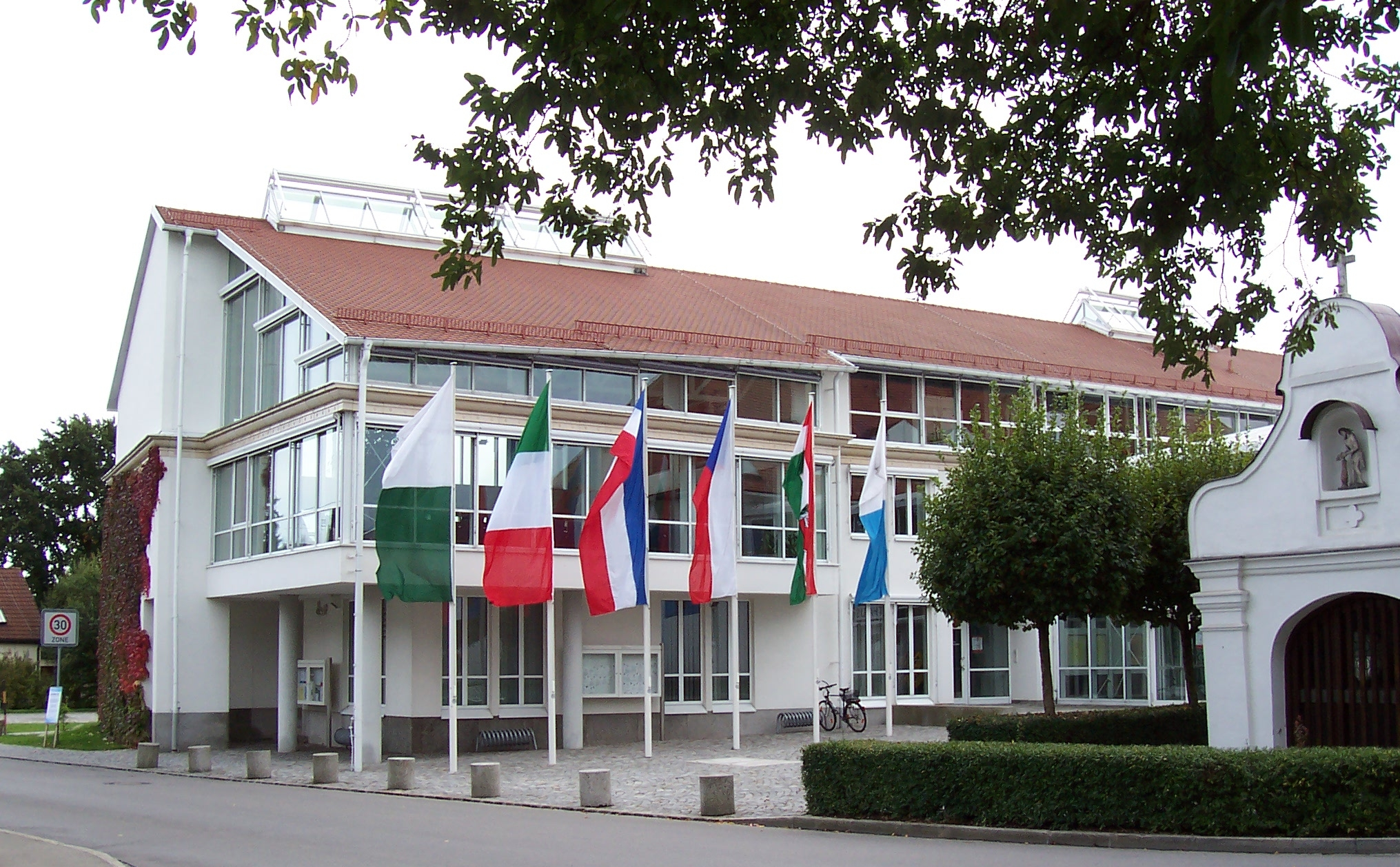
シュタットベルゲン市庁舎

### 議会
シュタットベルゲンの市議会は、24議席の議員からなる。

### 首長
1992年から2011年までは、ルートヴィヒ・フィンク (SPD) がシュタットベルゲンの市長を務めた。2011年10月13日からパウル・メッツ (CSU) がこの街の市長である。

### 姉妹都市
シュタットベルゲンは、以下の都市と姉妹都市関係にある:
- バギダ（英語版）（トーゴ、沿岸州）1986年
- ブリ＝コント＝ロベール（フランス語版、英語版）（フランス、セーヌ＝エ＝マルヌ県）1987年
- オルベルンハウ（ドイツ語版、英語版）（ドイツ、ザクセン州）1989年
- バニョーロ・メッラ（イタリア、ロンバルディア州）2004年

シュタットベルゲンは、ブリ＝コント＝ロベールおよびバニョーロ・メッラと三者姉妹都市協定を結んでいる。
友好都市（地域）関係:
- 福島県（日本）1974年

福島との交流の特殊な点は、それがシュタットベルゲン市と福島県全体との友好関係であるという点にある。この友好関係の起源は、日本の若者のホストファミリーをドイツ全土で募集した独日協会の活動であった。2011年の東日本大震災とそれに続く津波や福島第一原子力発電所事故の後、市長の呼びかけでプロジェクト「Stadtbergen hilft!」（直訳: シュタットベルゲンは援助する！）が立ち上げられた。

### 紋章
図柄: 赤地。左右に貫く銀の壁の上に単塔式の銀の教会堂。内陣側にSattelturmがある。基部には3-2の形に配置された5つの緑の丘が描かれている。
紋章の由来: シュタットベルゲンの紋章の教会は、教区教会の聖ニコラウス教会を表している。基部の丘はハルシュタット時代もしくはラ＝テーヌ時代初期の墳墓を象徴している。赤と銀の配色は、かつてシュタットベルゲンの重要な土地領主であったアウクスブルク司教領を示唆している。
紋章は1952年から用いられている。

## 文化と見所

### 「ヴェストリヘ・ヴェルダー」自然公園
ヴェストリヘ・ヴェルダー（直訳: 西の森）はシュタットベルゲンの西部にある。静養に適した穏やかな自然環境であり、散策、サイクリング、ハイキングなどの目的地になっている。シュタットベルゲンを起点とするシュヴェーベン＝アルゴイ遊歩道（終点はゾントホーフェン）がこの自然公園を貫いている。

### シュタットフェスト
春にシュタットベルゲンのスポーツ施設で4つのゲマインデタイルのシュタットフェスト（市祭）が開催される。この祭はキリスト昇天祭の前日に始まり、5日間にわたって開催される。若者や大人向けのアトラクションやショーの他に、スポーツ・アクティビティやグルメを祝祭テント内やその周辺で楽しむことができる。この祭は2006年までは「マルクトフェスト」（市場祭）という名称であったが、2007年の市（シュタット）への昇格に伴い「シュタットフェスト」と改名された。

### クラブ・団体
2013/14年シーズンにドイツで3番目のバスケットボールリーグである ProB に参加した BG ライタースホーフェン/シュタットベルゲンが、シュタットベルゲンで最も成功したスポーツクラブである。2011/12年には「トップスター・カンガルース」として知られる第1チームが2番目に高位のリーグである ProA に出場したが、このリーグに留まることはできなかった。
シュタットベルゲンで最大のスポーツクラブが、TSG シュタットベルゲンである。このクラブには様々な種目が用意されている: 体操競技、サッカー、水泳、陸上競技、テニス、卓球、スキー、ハイキング。
TSGシュタットベルゲンのサッカーチームは、1978/79年シーズンに1シーズンだけ、当時4番目に高位のリーグであったランデスリーガ・ジュートでプレイした。現在このチームは A-クラッセ、TSV ライタースホーフェンはクライスリーガ・アウクスブルクに参加している。
ライタースホーフェン消防団は1875年に結成された。この消防団は約200人の団員が登録されている。実施に活発に活動しているのは約55人と青年団員約10人である（2019年現在）。
シュタットベルゲン西部の南斜面にゴルフクラブ・ライタースホーフェン e.V. の9ホールのゴルフ場がある。このゴルフクラブは、アメリカ軍の隊員によって創設され、1998年にアメリカ駐留軍が撤退した後、ドイツ人のクラブ会員に引き継がれた。このゴルフ場からはアウクスブルク市を一望する素晴らしい眺めが得られる。
この他にシュタットベルゲンには様々な目的の一連のクラブが存在している。

## 経済と社会資本

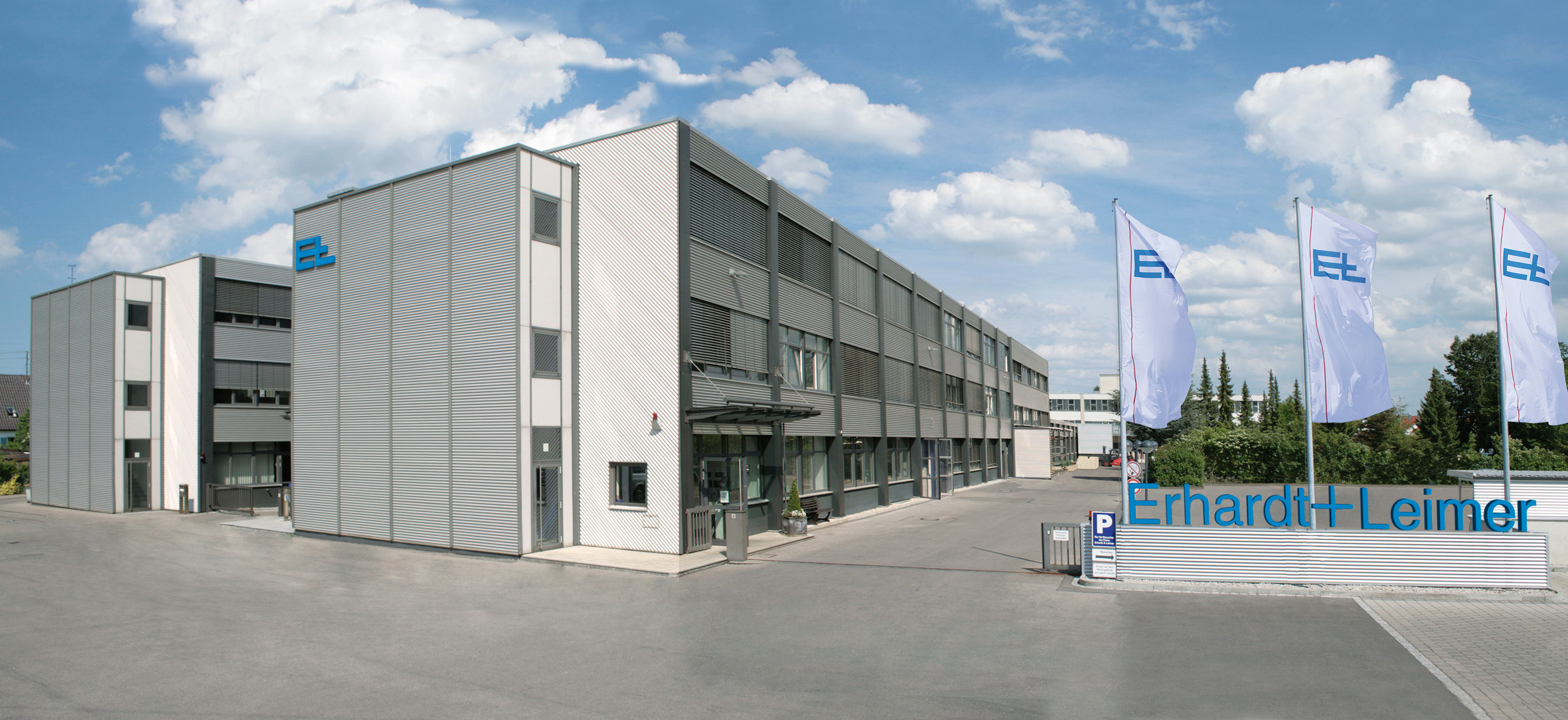
エアハルト+ライマー本社工場

### 経済
シュタットベルゲンには、1919年にアウクスブルク＝プフェルゼーで設立されたオートメーションテクノロジーメーカーのエアハルト+ライマーが本社を構えている。

### 公共施設

#### 市民ホール
2003年10月10日からシュタットベルゲン市民ホールでは、「文化 & イベント」のモットーの下、キャバレーからクラシック音楽までの文化プログラムに加えて、セミナー、会議、産業イベントなどのフォーラムも開催されている。

#### 図書館
シュタットベルゲン図書館とライタースホーフェン地区の分館は、合わせて約 480 m2 の閲覧スペースがあり、約27,000点もメディアを収蔵している。

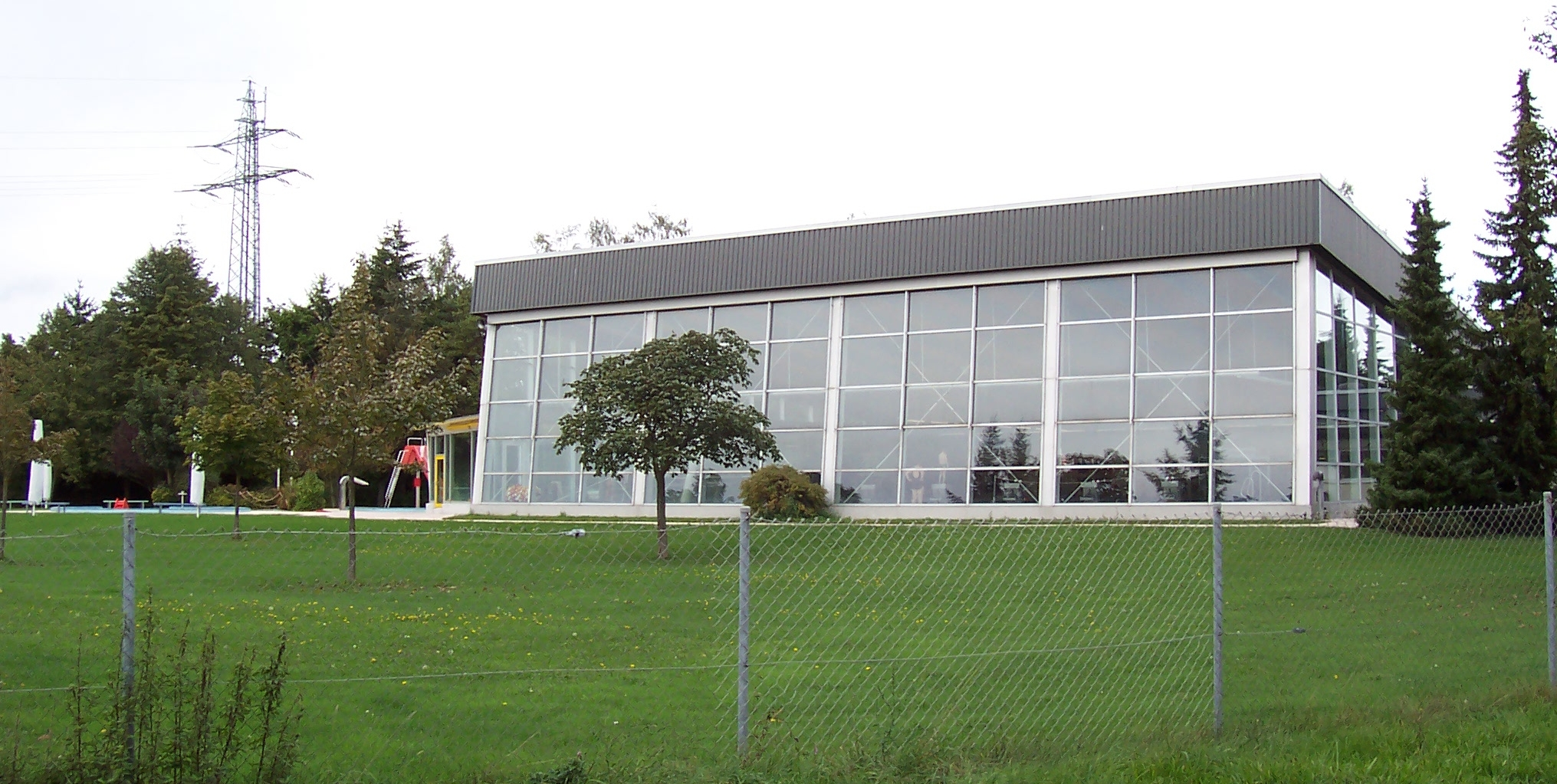
シュタットベルゲン室内プール

#### 屋内プール
1973年に建設され、何度も改修された屋内プールは、特に夏には日光浴用の芝生スペースがあり、休養や水浴を楽しむことができる。

### 教育
ライタースホーフェン地区に経験的社会経済学のための国際研究所がある。

### 交通

#### 道路
南北に走るアウトバーン風に拡充された4車線の連邦道8号線（B8号線）がこの街に接している。この街へは、シュタットベルゲン/プフェルゼー出口から直接アクセスすることができる。ライタースホーフェン地区へはライタースホーファー・シュトラーセ出口を利用する。
市域の北部を、やはり4車線の B300号線が東西に走っている。

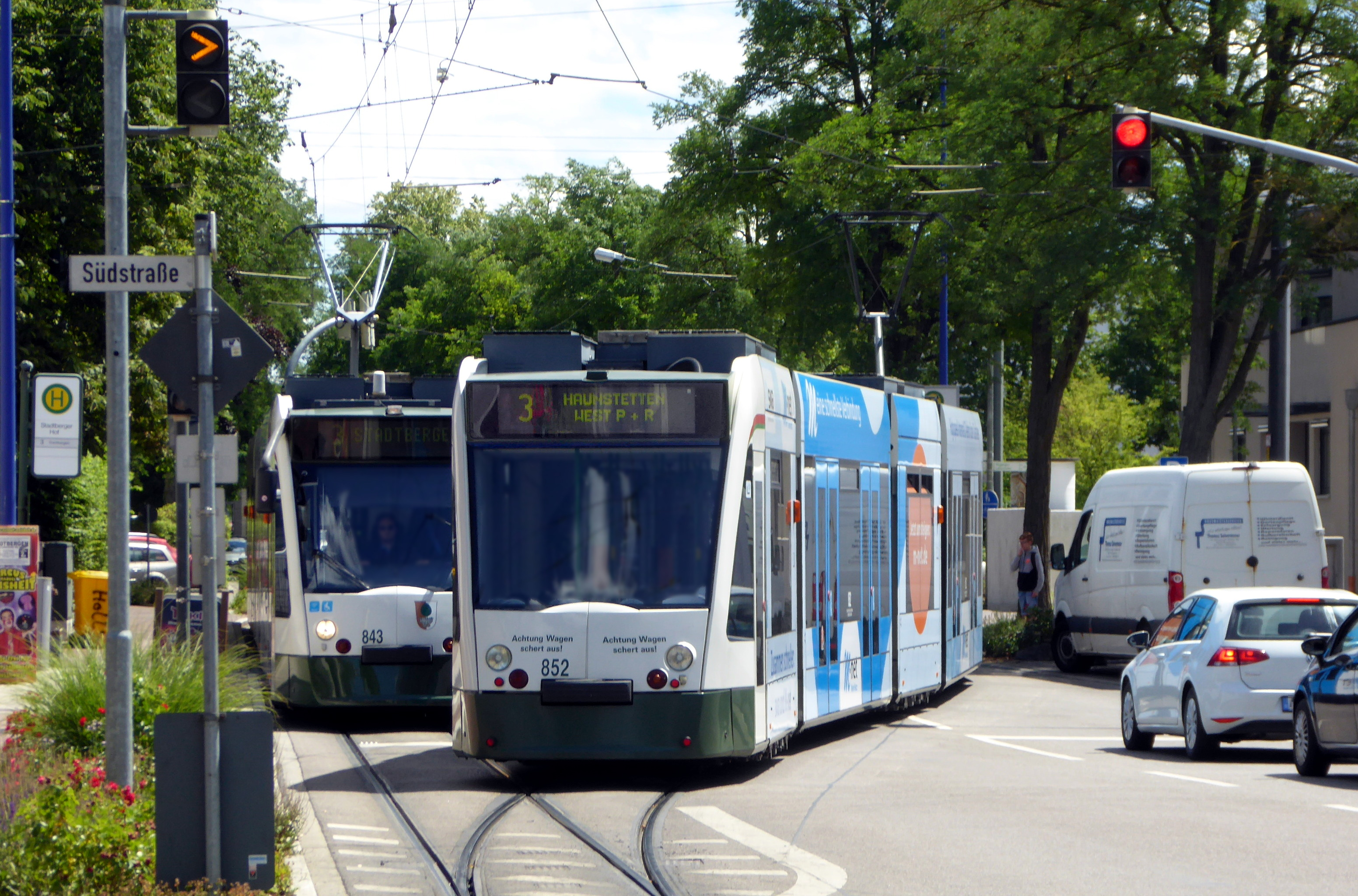
シュタットベルゲンのトラム

#### シュタットバーン
シュタットベルゲンの大部分が、アウクスブルガー交通会社の2本のトラム路線で結ばれている。
6号線は、フリートベルクのフリートベルク・ヴェスト P+R（フリートベルク西パーク・アンド・ライド）からアウクスブルク中央駅およびアウクスブルク＝プフェルゼーを経由してシュタットベルゲンを終点とする。シュタットベルゲンの病院付近に建設されたフィルヒョウ＝フィールテルへは2号線を利用する。この路線はハウンシュテッテン＝ノルトからケーニヒスプラッツおよびアウクスブルク＝オーバーハウゼン駅を経由する。

#### バス
すべての地区が地方バス路線641号線で結ばれており、平日は30分間隔でシュタットベルゲン市内を運行している。日曜日は60分間隔である。
512号線は、1日に2回ライタースホーフェンからシュタットベルゲン、アウクスブルク・ヴェスト、ノイゼス、テーフェルティンゲン、ヒルプリンゲンを経由してゲルストホーフェンまで運行している。アウクスブルク・ヴェストからゲルストホーフェンまでは所要時間1時間である。
この他にアウクスブルガー交通会社の市バス路線がビュルガーマイスター＝アッカーマン通り（B300号線）経由でフィルヒョウ＝フィールテルを通ってシュタットベルクの市域の北側にあるウニクリニーク/ベツィルクスクランケンハウス停留所まで運行している。
木曜日から金曜日にかけての夜間、金曜日から土曜日にかけての夜間、土曜日から日曜日にかけての夜間には、ケーニヒスプラッツからプフェルゼーを経由してシュタットベルゲン終点まで夜行バス91号線が運行している。

## 関連図書
- Gunther Gottlieb, Walter Pötzl, ed (1992). Geschichte der Marktgemeinde Stadtbergen. Stadtbergen
- Thomas Werthefrongel (2014). Gruß und Schluck! Alte Ansichtskarten aus Stadtbergen, Leitershofen, Deuringen. Stadtbergen
- Alfred Hausmann, “Stadtbergens Geschichte – durchs Bierglas betrachtet”, Stadtberger Bote (1/2012 – 1/2013)
- Hausmann/Werthefrongel (2015). “Der Ziegelhof – von Ziegelpatschern zu Kindern, Tieren, Therapeuten”. Augsburg
- Wilhelm Ruckdeschel, “Wasser für Stadtbergen – Entwicklung einer gemeindlichen Wasserversorgung”, Sanitär- und Heizungstechnik (6/1994)
- Ortschronik Deuringen: geschichtliche Entwicklung und Fakten der Gemeinde Deuringen …. Augsburg. (1978)
- Winfried Hierdeis (2011). „Ja, Buaba, des ka ma fei it so lossa!“ Geschichten aus der Nachkriegszeit in Stadtbergen (1945–1955). Augsburg
- Anton Schneider (2011). Pfarrkirche Sankt Nikolaus – Stadtbergen. Hallbergmoos
- Thomas Werthefrongel (2017). Rückblende – Stadtbergen, Leitershofen Deuringen auf alten Fotografien. Ausstellungsdokumentation. Stadtbergen